# Heinrich Louis d'Arrest
Heinrich Louis d'Arrest (Berlim, 13 de julho de 1822 — Copenhague, 14 de junho de 1875) foi um astrônomo dinamarquês. Seu nome é dado às vezes como Heinrich Ludwig d'Arrest.
d'Arrest é o co-descobridor do então planeta Netuno juntamente com Johann Gottfried Galle, em 23 de setembro de 1846.

## A descoberta de Netuno
Tomando como referência a posição prevista pelo astrônomo Urbain Le Verrier para um suposto novo planeta, Galle e d'Arrest iniciaram suas buscas. Galle se encarregou de ficar na ocular e d'Arrest lia o mapa celeste. Em suas pesquisas, eles enquadrinharam o céu, analisando e verificando se cada estrela encontrada estava já representada no mapa. O planeta Netuno foi descoberto quando foi encontrada uma "estrela" que não estava no mapa.

## Outras descobertas
Pesquisas desenvolvidas por d'Arrest, no Observatório de Leipzig, o conduziram à descoberta de um cometa, denominado 6P/d'Arrest.
O astrônomo também estudou os asteroides (tendo descoberto 76 Freia) e as nebulosas.

## Prêmios e homenagens
Heinrich Louis d'Arrest foi premiado, no ano de 1875, com a Medalha de Ouro da Royal Astronomical Society.
Alguns lugares receberam o nome de d'Arrest. A cratera d'arrest, na Lua; uma cratera em Fobos e o asteroide 9133 d'arrest.